# Louis Huart
Pour le journaliste, écrivain et directeur de théâtre français, voir Louis Adrien Huart.
Le baron Louis Marie Joseph Théodore Huart (Namur, 5 mai 1880 - 18 novembre 1964) était un avocat et homme politique belge wallon, membre du Parti catholique, puis du PSC.

## Biographie
Louis Huart est le fils de Louis Victor Ignace Huart, bâtonnier de Namur, président du Conseil provincial de Namur, et d'Elise Brabant (arrière petite-fille d'Alexandre Gendebien). Marié à Germaine de L'Escaille, plusieurs de leurs enfants rentreront dans les ordres.
Docteur en droit de l'Université de Liège, il devient avocat.

## Fonctions politiques
- Conseiller communal (1926-1964), échevin (1929-1931) et bourgmestre (1931-1963) de la ville de Namur.
- Conseiller provincial (1919-1932) et président (1929-1932) du conseil provincial de la Province de Namur.
- Député de la Chambre des représentants de Belgique (1932-1936) et Sénateur de 1946 à 1958.

## Titres et honneurs
Il fut anobli avec le titre de baron.
Il fut décoré de plusieurs ordres :
- Grand-croix de l'ordre de Léopold II
- Ordre de l'Éléphant blanc
- Commandeur de l'ordre de la Couronne de chêne
- Grand officier de l'ordre de Léopold
- Officier de la Légion d'honneur